# American Hardcore (film)
Az American Hardcore egy 2006-os amerikai dokumentumfilm, amelyet Paul Rachman rendezett Steven Blush American Hardcore: A Tribal History című könyve alapján. A film az amerikai hardcore punk 1978 és 1986 közötti történetét járja körbe.

## Cselekmény
|  | Alább a cselekmény részletei következnek! |

A film az egykori zenészek, technikusok, lemezkiadók visszaemlékezései alapján és korabeli koncertfelvételekkel mutatja be a punk legkeményebb ágának kialakulását és rövid életét. A filmben megszólalnak többek között a Bad Brains, a Black Flag, a D.O.A., a Minor Threat, a The Minutemen és az SS Decontrol tagjai.
|  | Itt a vége a cselekmény részletezésének! |

## Hasonló dokumentumfilmek
- End of the Century
- The Other F Word